# Tha Eastsidaz
Tha Eastsidaz foi um grupo de hip-hop estadunidense composto por Snoop Dogg, Tray Deee e Goldie Loc. A primeira aparição do trio foi com a canção "Feels so Good" na trilha sonora Ride (Music from the Dimension Motion Picture) da gravadora Tommy Boy Records em 1997.

## História

### Início (1997 - 1999)
Em 1997, após sua saída da gravadora Death Row Records, Snoop Dogg, formou The Eastsiders com os rappers Crooked I e Li'l C-Style. Eles lançaram apenas uma música comercialmente "Feels So Good" na trilha sonora do filme Ride de 1998. O grupo esteve brevemente sob contrato com a Virgin Records, no entanto, nenhuma outra música foi lançada, exceto algumas outras que vazaram na internet em 1999.

### O auge (2000 - 2003)
Demorou mais dois anos para o renascimento do grupo, e eles se formaram novamente em 2000, com uma nova formação composta por Snoop Dogg, Tray Deee e Goldie Loc . O nome também foi alterado para Tha Eastsidaz. Após assinarem com a Doggystyle Records, distribuída pela TVT Records eles lançaram seu primeiro álbum, Snoop Dogg Presents: Tha Eastsidaz, o álbum estreou na oitava posição na Billboard 200, e foi certificado Platina pela RIAA por vender mais de 1 milhão de cópias no Estados Unidos. No ano seguinte, eles lançaram seu segundo álbum de estúdio, Duces 'n Trayz: The Old Fashioned Way. O álbum foi muito bem recebido pela crítica. Comercialmente o disco foi um sucesso estreando na quarta posição da Billboard 200. O álbum foi certificado como disco de ouro, por vender mais de meio milhão de cópias no Estados Unidos.

### Hiato (2004 - 2014)
O grupo se separou quando Snoop anunciou sua saída durante a gravação do segundo álbum do trio e Tray Deee estava sendo condenado a 12 anos de prisão por tentativa de homicídio.

### Reunião e fim do grupo (2014-2016)
Em 3 de abril de 2014, Tray Deee foi libertado da cadeia. No mesmo ano o grupo se reuniu para as gravações da Mixtape That's My Work Volume 4, sendo esse o último lançamento oficial do trio. Os membros já declararam publicamente que não acreditam em um retorno do grupo.

## Discografia

### Álbuns de estúdio
- Tha Eastsidaz (2000)
- Duces 'n Trayz: The Old Fashioned Way (2001)

### Mixtapes
- That's My Work Volume 4 (2014)[7]